# Porte Romanula
La porte Romanula est une porte de la Rome antique qui appartenait à la très ancienne fortification du Palatin, selon certains à l'angle nord-ouest de la colline, du côté du Vélabre et du Forum Boarium. Elle est mentionnée par Varron.

## Le témoignage de Varron
Varron mentionne deux fois la porte Romanula :
- De lingua Latina, 5, 164 : « Je constate qu'à l'intérieur de l'enceinte aussi on parle de portes : sur le Palatin, il y a la porte Mucionis, du mot mugitus [« mugissement »], parce que c'est par elle qu'au temps de l'ancienne cité on faisait sortir les troupeaux vers les pâturages ; il y a une deuxième porte, nommée Romanula d'après le nom Roma, qui sur la rue Neuve mène par des escaliers à la chapelle de Volupia[1]. »
- De lingua Latina, 6, 23-24 : « Ce sacrifice se fait au Vélabre, là où l'on débouche sur la rue Neuve, selon certains, ou près du tombeau d'Acca… ; ces deux endroits étaient en dehors de l'ancienne ville, non loin de la porte Romanula, dont j'ai parlé dans le livre précédent[2]. »